# Carl-Kristian Rundman
Carl-Kristian Rundman, född 1 december 1960 i Helsingfors, är en finländsk skådespelare. 
Rundman blev magister i teaterkonst från Teaterhögskolans finskspråkiga linje 1986. Han har alltid verkat som frilansskådespelare, både på svenska och finska. Hans förmåga att bära upp de mest diametrala roller har gjort att han aldrig hamnat i något fack. Han har gästspelat på de flesta teatrar i huvudstadsregionen och medverkat i mer än femtio tv- och filmproduktioner samt drygt hundra hörspel; hans röst hörs ofta i dokumentärer och dubbningar.
Några av Rundmans viktigare teaterroller är Peter van Daan i Anne Franks dagbok (1988), Henrik IV (1991), berättaren i Italo Calvinos Om en vinternatt (1996), Alceste i Misantropen (1997) och en mycket lovordad Versjinin i Tre systrar (2004). Vidare har han medverkat i bland annat Hitchcock ja blondi (2005) och Farliga förbindelser på Esbo teater (2005). Till de många filmer han medverkat i hör Hylätyt talot, autiot pihat (2000) och Framom främsta linjen (2003) samt tv-serierna Puhtaat valkeat lakanat (1993), Operation Stella Polaris (2002) och Hovimäki (2001).